# Baalberge
Baalberge è una frazione della città tedesca di Bernburg (Saale) situata nel land della Sassonia-Anhalt.
Fino al 1º gennaio del 2010 era comune autonomo.
Baalberge si trova a circa cinque chilometri a sud-est del capoluogo distrettuale di Bernburg (Saale). Kleinwirschleben è stato designato come distretto dell'ex comune.

## Clima
Le precipitazioni annue sono di 460 mm, un valore estremamente basso. Questo valore si colloca nel ventesimo inferiore dei valori registrati in Germania. Solo l'1% delle stazioni di misurazione del Servizio Meteorologico Tedesco registra valori inferiori. Il mese più secco è febbraio e la maggior parte delle precipitazioni si verifica a giugno. A giugno cadono 2,4 volte più precipitazioni rispetto a febbraio. Le precipitazioni variano moderatamente. Fluttuazioni stagionali inferiori si registrano nel 44% delle stazioni di misurazione.

## Storia
Baalberge è il sito eponimo della cultura di Baalberge del tardo Neolitico, risalente a circa il 4000 a.C. e il 3150 a.C.
La prima menzione documentata del luogo risale al XII secolo. Nel 1632 Baalberge fu saccheggiata per la prima volta dagli svedesi, prima di essere completamente demolita nel 1644, insieme ad altri villaggi circostanti. L'attuale chiesa fu costruita nel 1885 sulle fondamenta di un'antica chiesa romanica. Nel 1908, nel distretto di Baalberg, a Kleinwirschleben, fu costruita una fabbrica di fertilizzanti chimici, che operò per 20 anni fino al fallimento.
Il 20 luglio 1950 il comune di Kleinwirschleben, precedentemente indipendente, fu incorporato nel comune di Baalberge. 
Dalla riunificazione della Germania, il villaggio ha subito cambiamenti radicali: sono stati costruiti una nuova area commerciale, una nuova zona residenziale e un parco eolico attorno al Trappenberg.
Dal 1° gennaio 2005 il comune di Baalberge apparteneva alla comunità amministrativa di Nienburg (Saale). Il 1° gennaio 2010 il comune è stato incorporato nella città di Bernburg (Saale) insieme a Biendorf, Gröna, Peißen, Poley, Preußlitz e Wohlsdorf.

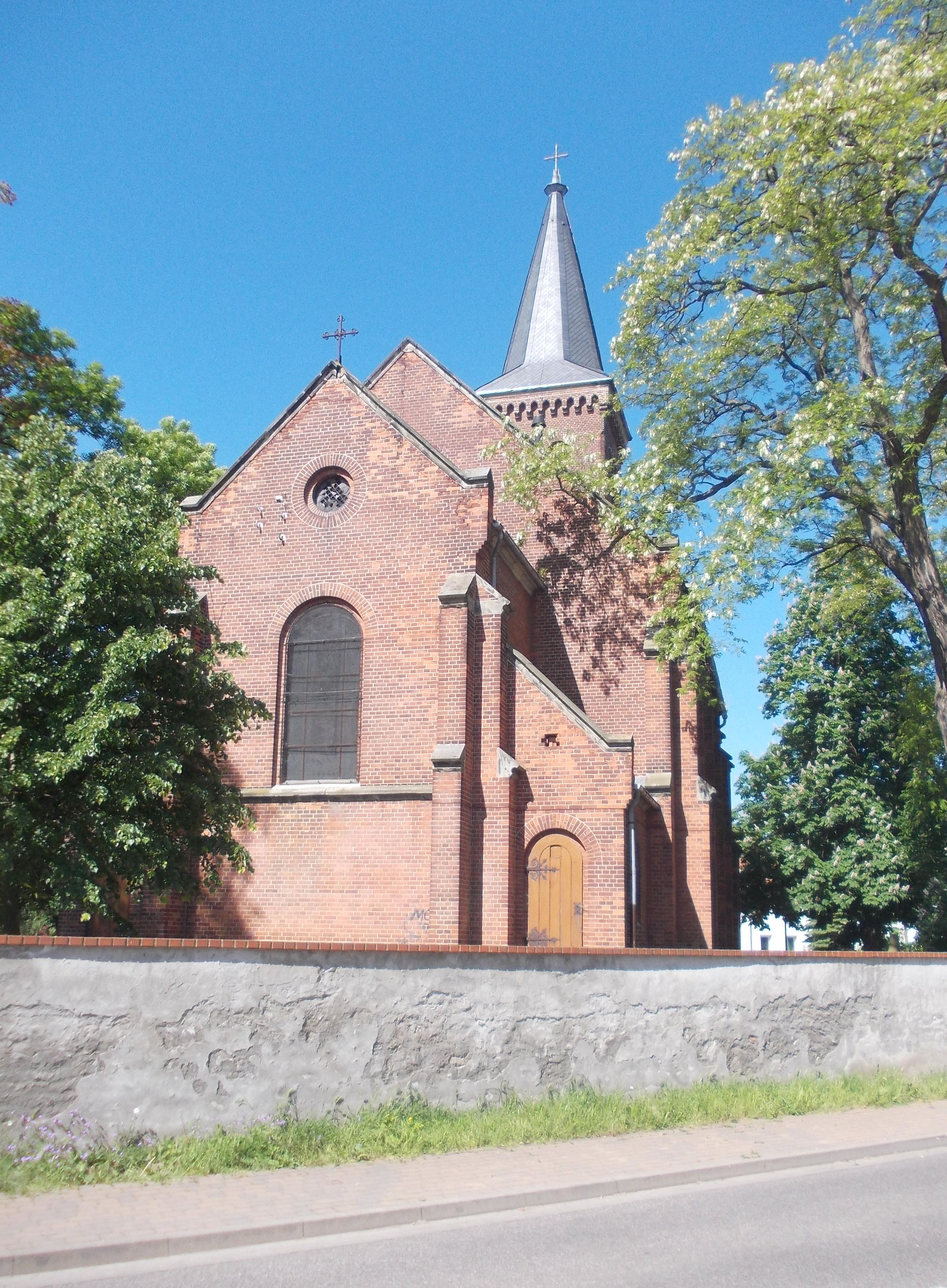
Chiesa di San Nicola

L'unica chiesa di Baalberge è la chiesa di San Nicola, appartenente alla parrocchia della chiesa del castello di Bernburg, nel distretto ecclesiastico di Bernburg, appartenente alla Chiesa Evangelica di Anhalt.
Il 16 febbraio 1946, una parrocchia cattolica fu fondata a Baalberge come parrocchia figlia della parrocchia di San Bonifacio di Bernburg, e il vicario di Bernburg, Heinrich Herzmann, si trasferì a Baalberge. Celebrava le sue funzioni nella chiesa di San Nicola. Già nel giugno del 1946, Herzmann non fece più ritorno da una vacanza in Occidente e si trasferì nella diocesi di Aquisgrana. Poiché il numero di cattolici a Baalberge era nuovamente diminuito, l'incarico pastorale a Baalberge non fu più ricoperto e da allora il clero di Bernburg si è preso cura dei cattolici di Baalberge.

## Collaborazioni
Esiste una collaborazione con la parrocchia di Gnarrenburg, in Bassa Sassonia.

## Cultura e attrazioni
La Cultura di Baalberg è una cultura del tardo neolitico pienamente sviluppata nella Germania centrale. Prende il nome dal primo ritrovamento sulla collina Schneiderberg, vicino a Baalberge.
Un sito commemorativo risalente al 1973, situato nell'area d'ingresso della scuola secondaria "Sophie Scholl", rende omaggio agli attivisti cristiani antinazisti Hans e Sophie Scholl, assassinati nel 1943.

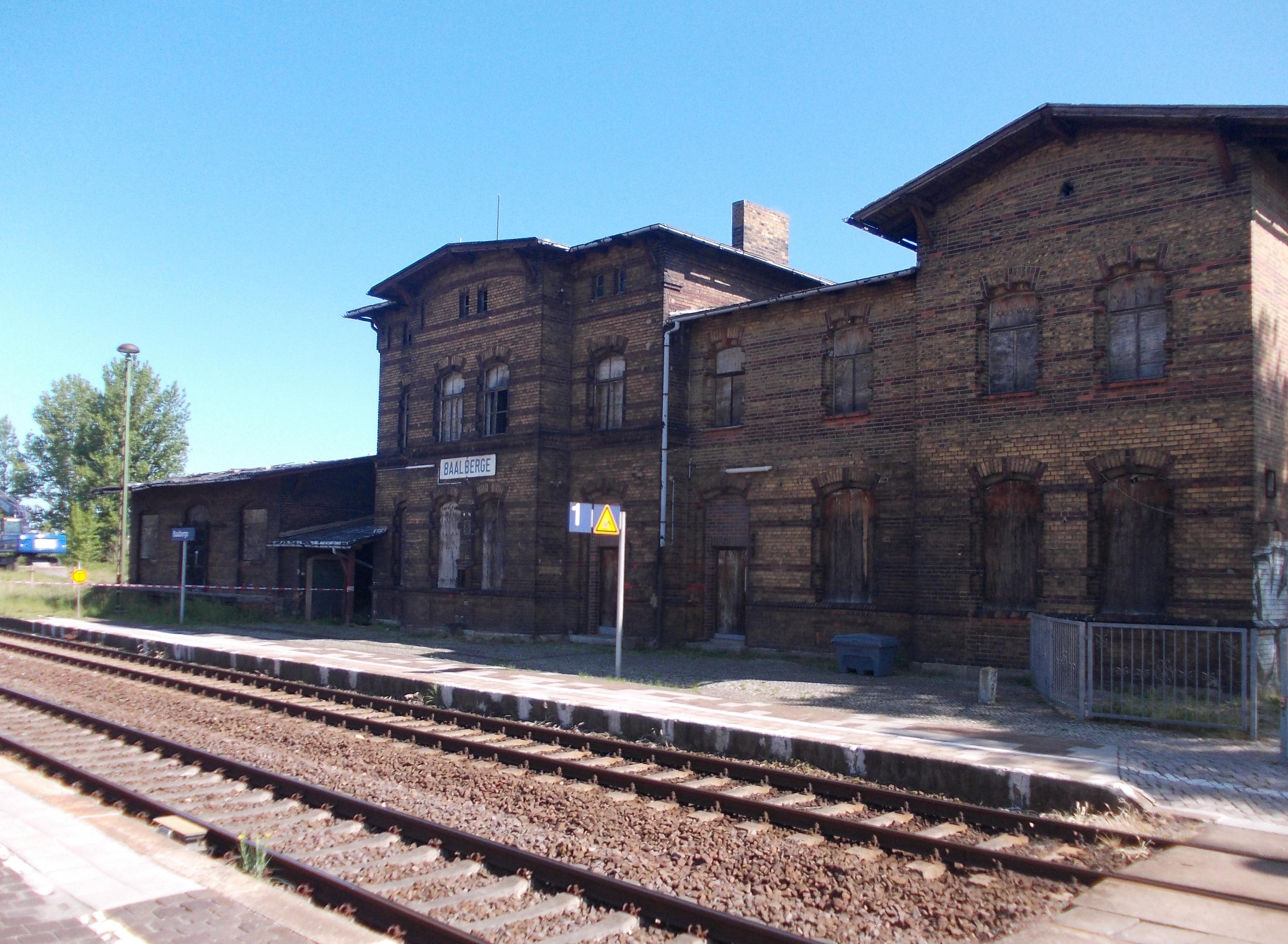
Stazione Ferroviaria di baalberge

## Trasporti
A nord di Baalberge corre la strada federale 185, che collega Bernburg (Saale) a Köthen (Anhalt). La strada federale 14, che va da Halle (Saale) a Magdeburgo, si trova a ovest di Baalberge.
La stazione ferroviaria di Baalberge si trova sulla linea ferroviaria Köthen–Aschersleben. Anche la linea ferroviaria Könnern–Baalberge termina a Baalberge.
La pista ciclabile europea R1, che collega Boulogne-sur-Mer in Francia con San Pietroburgo in Russia, attraversa la città. Anche la pista ciclabile dell'Unità Tedesca e la D11 seguono lo stesso percorso in questo tratto.

## Amministrazione

### Gemellaggi
Gnarrenburg